# راسته‌کوچه
راسته‌کوچه یکی از محله‌های مرکزی شهر تبریز می‌باشد. این کوی نزدیک بازار و مساجد مهم شهر است. مسجد جامع تبریز، مسجد قزللی، مسجد انگجی و… از مساجدی هستند که در این محله واقع شده‌اند و نقش بسیار مهمی در حوادث و رویدادهای تاریخی تبریز داشته‌اند. خانهٔ مسکونی حاج مهدی کوزه‌کنانی -محل تجمع مشروطه‌خواهان که هم‌اکنون به موزه مشروطه تبدیل شده‌است- در این محله قرار دارد.

## آثار تاریخی
-مقبره امامزاده جمال تبریز زیارتگاهی است که در مسجد حاجت، در راسته کوچه واقع شده است. این زیارتگاه مرقد امامزاده موسی معروف به سیدجمال از اولاد امام موسی بن جعفر علیه‌السلام است. آرامگاه در زیر گنبد نسبتاً بزرگی واقع شده و پاتاق مقرنسی دارد که روی آن صندوق چوبی زیبایی نهاده‌اند. دو کتیبه مرمرین سنگ قبر نیز در این بقعه به چشم می‌خورد که یکی متعلق به قبر آخوند ملااحمد مدرس و دیگری مربوط به قبر شیخ عبدالغفار است.